# Bukovo, Smoljan
Bukovo (bulgariska: Буково) är ett distrikt i Bulgarien. Det ligger i kommunen Obsjtina Madan och regionen Smoljan, i den södra delen av landet, 190 km sydost om huvudstaden Sofia.
I omgivningarna runt Bukovo växer i huvudsak blandskog. Runt Bukovo är det ganska tätbefolkat, med 80 invånare per kvadratkilometer.